# Chiesa cattolica in Giordania

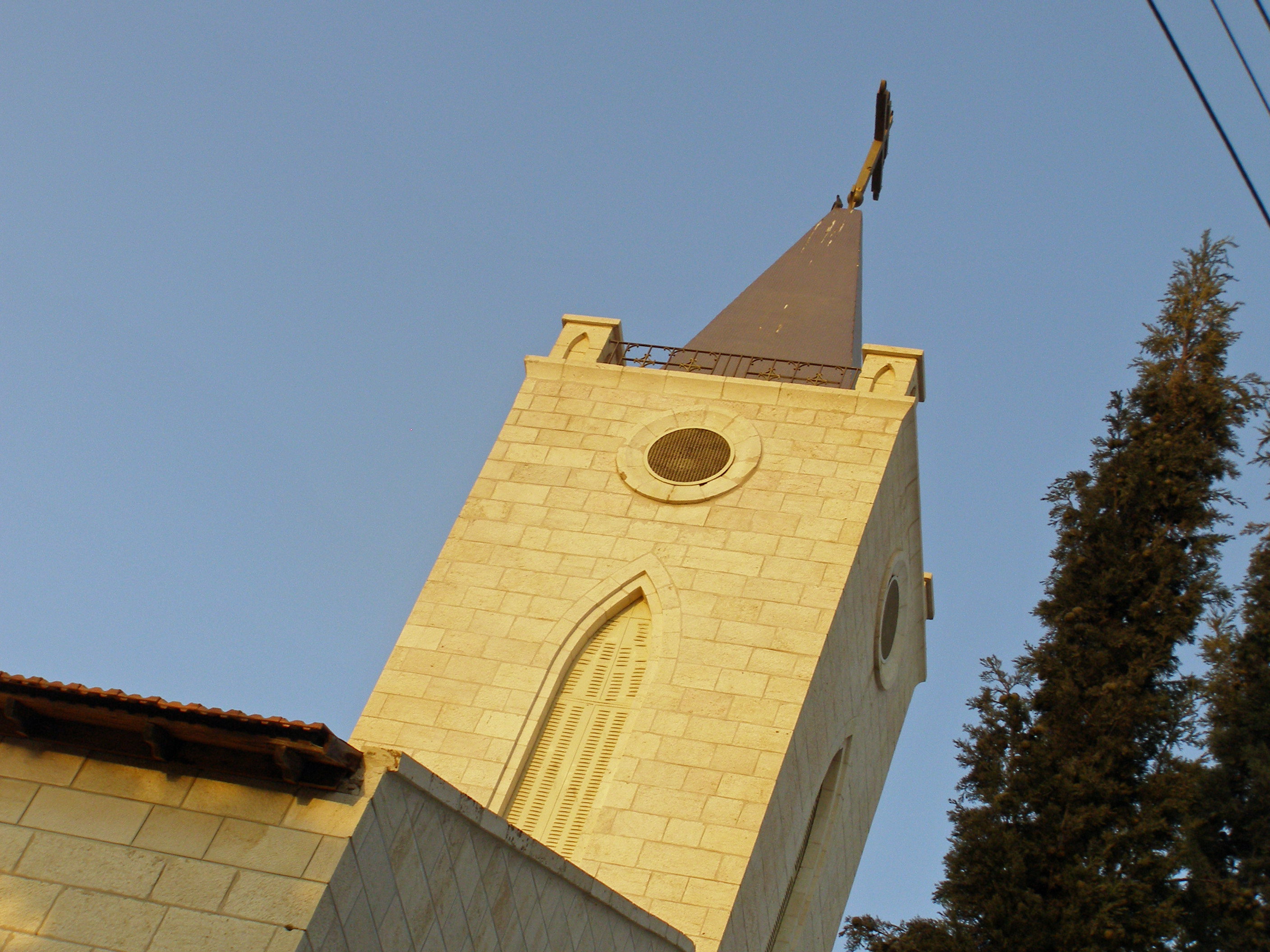
Campanile della chiesa di San Giuseppe ad Amman (Jabal Amman)

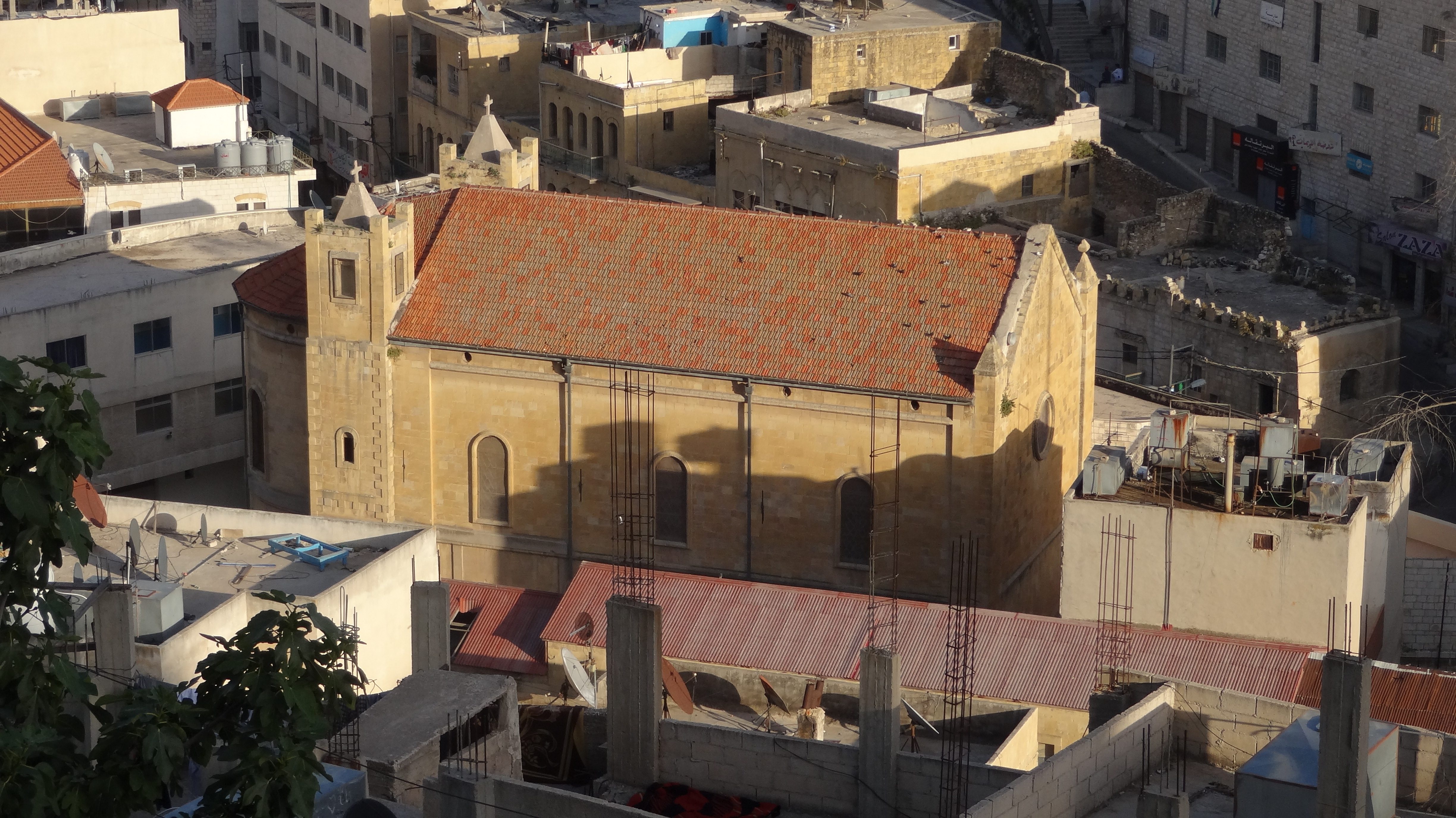
Chiesa di Santa Maria ad as-Salt (Al-Saha)

La Chiesa cattolica in Giordania è parte della Chiesa cattolica universale in comunione con il vescovo di Roma, il Papa.

## Storia
In Giordania il cristianesimo ha una tradizione molto antica; nel Paese si trovano numerosi luoghi citati nella Bibbia.

## Situazione
La Chiesa in Giordania è una realtà vivace, inserita in un contesto in cui è consentita la libertà di culto.
I cristiani sono 250.000 (il 3% della popolazione); i cattolici sono 80 000. Tra cattolici e ortodossi i rapporti sono molto stretti: la Giordania è l'unico Paese del Medio Oriente in cui le due comunità celebrano insieme la Pasqua.
Dalla Giordania è partita la lettera «Una parola comune», che 138 esponenti e intellettuali del mondo islamico hanno inviato alle Chiese cristiane nel 2007, dopo le aspre polemiche seguite alla Lectio magistralis di Papa Benedetto XVI su "Fede, ragione e università", tenuta a Ratisbona (Germania). L'iniziativa, promossa dal principe Ghazi bin Talal, cugino del re di Giordania, ha contribuito a rasserenare il dialogo tra le fedi.

## Organizzazione ecclesiastica
La Chiesa cattolica è presente nel Paese con circoscrizioni ecclesiastiche di diversi riti:
- l'arcieparchia di Petra e Filadelfia della Chiesa cattolica greco-melchita;
- l'esarcato patriarcale di Gerusalemme della Chiesa cattolica sira, che estende la sua giurisdizione anche sulla Giordania;
- l'esarcato patriarcale di Gerusalemme e Amman della Chiesa armeno-cattolica;
- l'esarcato patriarcale di Giordania della Chiesa maronita;
- la Chiesa latina non ha una propria diocesi locale: il territorio è parte integrante del patriarcato di Gerusalemme, a cui fanno capo 22 parrocchie; il patriarca è rappresentato nel Paese da un vicario patriarcale.

## Istituzioni ecclesiali
Fin dai tempi dell'Impero ottomano la Chiesa gestisce ospedali e scuole cattoliche, frequentate anche da ragazzi musulmani.
Nella capitale Amman ha sede il centro «Nostra Signora della Pace», una casa d'accoglienza per bambini disabili. È il fiore all'occhiello della comunità cattolica della capitale,
la cui prima pietra fu benedetta da papa Giovanni Paolo II il 21 marzo 2000, nel corso di un suo viaggio apostolico in Terra santa. L'istituto è stato visitato anche dal successore Benedetto XVI, nel corso del suo viaggio nel 2009. È gestito dal Vicariato di Amman del Patriarcato latino di Gerusalemme.
In occasione del viaggio di Benedetto XVI in Giordania nel 2009, re Abdallah II ha dato il via libera alla costruzione di cinque nuove chiese, ognuna per ogni confessione cristiana del Paese. Tutti i momenti pubblici della visita del Pontefice sono stati trasmessi in diretta dalla televisione pubblica giordana.

## Nunziatura apostolica
L'11 febbraio 1948, con il breve Supremi Pastoris, papa Pio XII eresse la delegazione apostolica di Palestina, Transgiordania e Cipro.
La nunziatura apostolica della Giordania è stata istituita il 6 aprile 1994 con il breve Quo plenius confirmentur di papa Giovanni Paolo II. Fino al 2019 il nunzio era anche rappresentante pontificio in Iraq con residenza a Baghdad; a partire dal 2023 le due nunziature sono state affidate a diplomatici diversi e la residenza del nunzio in Giordania è stata posta ad Amman. Dal 2023 il nunzio ricopre lo stesso incarico anche per Cipro.

### Nunzi apostolici
- Giuseppe Lazzarotto (23 luglio 1994 - 11 novembre 2000 nominato nunzio apostolico in Irlanda)
- Fernando Filoni (17 gennaio 2001 - 25 febbraio 2006 nominato nunzio apostolico nelle Filippine)
- Francis Assisi Chullikatt (29 aprile 2006 - 17 luglio 2010 nominato osservatore permanente della Santa Sede presso l'Organizzazione delle Nazioni Unite)
- Giorgio Lingua (4 settembre 2010 - 17 marzo 2015 nominato nunzio apostolico a Cuba)
- Alberto Ortega Martín (1º agosto 2015 - 7 ottobre 2019 nominato nunzio apostolico in Cile)
- Giovanni Pietro Dal Toso, dal 21 gennaio 2023

## Assemblea degli ordinari
I vescovi locali fanno parte dell'Assemblea degli ordinari cattolici della Terra Santa (Assemblée des Ordinaires Catholiques de Terre Sainte, AOCTS), che riunisce gli ordinari di rito latino e di rito orientale di Giordania, Palestina, Israele e Cipro.